# Михед Павло Володимирович

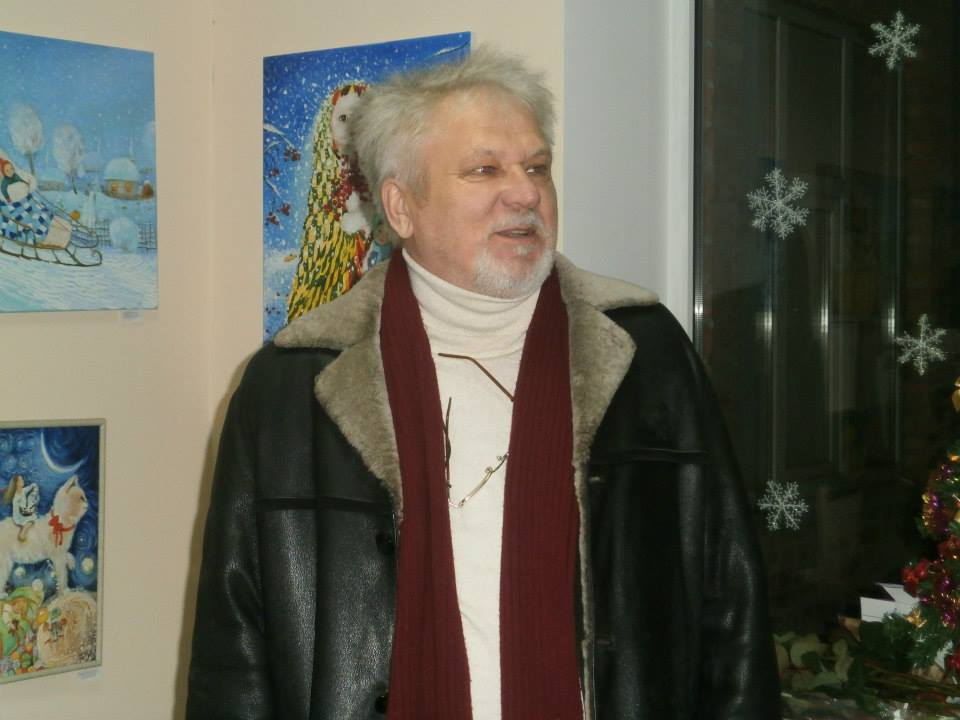
Павло Михед на відкритті виставки картин ніжинської художниці Оксани Грек, грудень 2014

Павло Володимирович Михед — український учений, літературознавець, доктор філологічних наук, професор, головний науковий співробітник відділу зарубіжних і слов'янських літератур Інституту літератури імені Тараса Шевченка НАН України.
Головний редактор «Гоголезнавчих студій».

## Наукові інтереси
- дослідження російської літератури, зокрема творчості М. Гоголя;
- українсько-російські літературні взаємини.

## Вибрані праці
Монографії
- «Крізь призму бароко» (2002);
- «Пізній Гоголь і бароко» (2002);
- Слово художнє, слово сакральне. Збірник статей і рецензій – Ніжин: ТОВ “Видавництво “Аспект-Поліграф”, 2007. – 172 с. ISBN 978-966-340-201-7(2007).

Упорядкування
1. Родословие Н. В. Гоголя: статьи и материалы / Департамент культуры города Москвы; «Дом Н. В. Гоголя» — мемориальный музей и научная библиотека; Гоголеведческий центр Нежинского государственного университета имени Н. Гоголя; Институт литературы им. Т. Г. Шевченко НАН Украины; под общей редакцией В. П. Викуловой; составитель и автор вступительной статьи П. В. Михед. — Москва : ФЕСТПАРТНЕР, 2009. — 336 с. : 1 л.
2. Микола Гоголь: українська бібліографія [Архівовано 2 березня 2017 у Wayback Machine.] / уклад., упорядкув.: П. В. Михеда, Л. В. Гранатович, Н. В. Кузьменко; НАН України, Ін-т л-ри ім. Т. Г. Шевченка НАН України, Гоголезнавчий центр НДУ імені Миколи Гоголя. – К. : Академперіодика, 2009. – 258 с.
3. Гоголь Н. В. Афоризмы. Изречения. Сентенции — Спб. : изд-во «Пушкинский Дом», 2010. — 256 с. : портр.

## Нагороди
Міжнародна премія «М. В. Гоголь в Італії» (за книгу «Н. В. Гоголь. Афоризмы, изречения, сентенции» увійшла в шорт-лист найкращих видань Росії у номінації «Издания русской классической литературы»).